# Vlag van Ghana
De vlag van Ghana werd aangenomen op 6 maart 1957, de dag dat het land onafhankelijk werd van het Verenigd Koninkrijk. De Ghanese vlag is een rood-geel-groene driekleur met in het midden een vijfpuntige zwarte ster. De handelsvlag bestaat uit een rood veld met in het kanton de nationale vlag. De oorlogsvlag ter zee is afgeleid van het witte Britse vaandel en heeft een wit veld met daarop een Kruis van Sint Joris (zoals in de vlag van Engeland), waarin in het kanton weer de nationale vlag staat.

## Symboliek
De nationale vlag van het land werd door de Ghanese Theodosia Okoh ontworpen. De kleuren zijn afkomstig uit de vlag van Ethiopië (de zogeheten Pan-Afrikaanse kleuren) en symboliseren daarmee de onderlinge band en onafhankelijkheid van Afrikaanse landen. Veel Afrikaanse landen hebben de kleurencombinatie van de vlag van Ethiopië overgenomen, waarvan Ghana het eerste was.
De kleuren van de Ghanese vlag hebben ook een eigen symbolische betekenis. Rood vertegenwoordigt het bloed van degenen die voor de onafhankelijkheid zijn gestorven, hoewel Ghana op een vreedzame manier onafhankelijk is geworden. Geel (goud) staat voor de rijkdom aan grondstoffen (de benaming 'Goudkust', zoals het belangrijkste deel van Ghana onder Brits bestuur heette, wijst eveneens daarop). Groen symboliseert de wouden en vruchtbare akkers van het land. De vijfpuntige zwarte ster symboliseert de Afrikaanse vrijheid.

## Geschiedenis
Tot 1877 maakte Ghana deel uit van het Koninkrijk Ashanti. Als Britse kolonie (1877-1957) heette het gebied Goudkust. Men gebruikte toen een blauw Brits vaandel met aan de rechterkant de koloniale badge. Op deze badge staat een olifant voor een palmboom en een groen berglandschap. Onder de olifant staan in rode letters de initialen van het gebied ('G.C.'). Twee andere Britse kolonies in Afrika, Gambia en Sierra Leone, gebruikten eenzelfde embleem, maar dan met de initialen 'G.' respectievelijk 'S.L.'.
In 1961 maakte het land deel uit van de Unie van Afrikaanse Staten, die een rood-geel-groene vlag met drie zwarte sterren in de gele baan voerde. De drie zwarte sterren verwijzen naar de drie landen van de unie. In 1964, enkele jaren nadat Ghana onafhankelijk geworden was, werd de kleur geel in de vlag vervangen door wit, de kleur van de Convention People's Party. Deze verandering werd in 1966 teruggedraaid.

? Vlag van het Koninkrijk Ashanti, voor 1877
? Vlag van Goudkust, 1877-1957
Vlag van Ghana, 1957-1964, 1966-heden
? Vlag van de Unie van Afrikaanse Staten, 1961-1962
? Vlag van Ghana, 1964-1966